# Chebika (Kairouan)
Cet article concerne la ville du gouvernorat de Kairouan (Tunisie). Pour le village du gouvernorat de Tozeur, voir Chebika.
Chebika (arabe : الشبيكة) est une ville tunisienne rattachée au gouvernorat de Kairouan.
Située à douze kilomètres de Kairouan, Chebika conserve son rôle de point de passage entre cette ville et les différentes zones agricoles que la délégation du même nom abrite.

## Politique et administration
La création de la municipalité, le 23 avril 1985, n'engendre pas un accroissement notable de la population urbaine qui est passée de 2 258 habitants en 1994 à 2 921 habitants en 2014. Le mouvement migratoire continue à être important, la délégation ayant enregistré une migration interne nette de 1 019 habitants et l'émigration de 71 personnes entre 1994 et 2004.

## Éducation
Chebika compte une école de base, deux jardins d'enfants, deux écoles primaires et un lycée secondaire.

## Santé
Elle abrite un réseau de santé comptant un hôpital, complété par trois pharmacies, cinq cabinets privés et un cabinet de vétérinaire.

## Culture
Sur le plan culturel et des loisirs, Chebika compte une maison de la culture, une maison des jeunes, une bibliothèque et un stade municipal.

## Économie
L'eau minérale Sabrine est prélevée à Oued Kharroub, près de Chebika, et transformée dans une usine locale.